# Sistema cristalino monoclínico

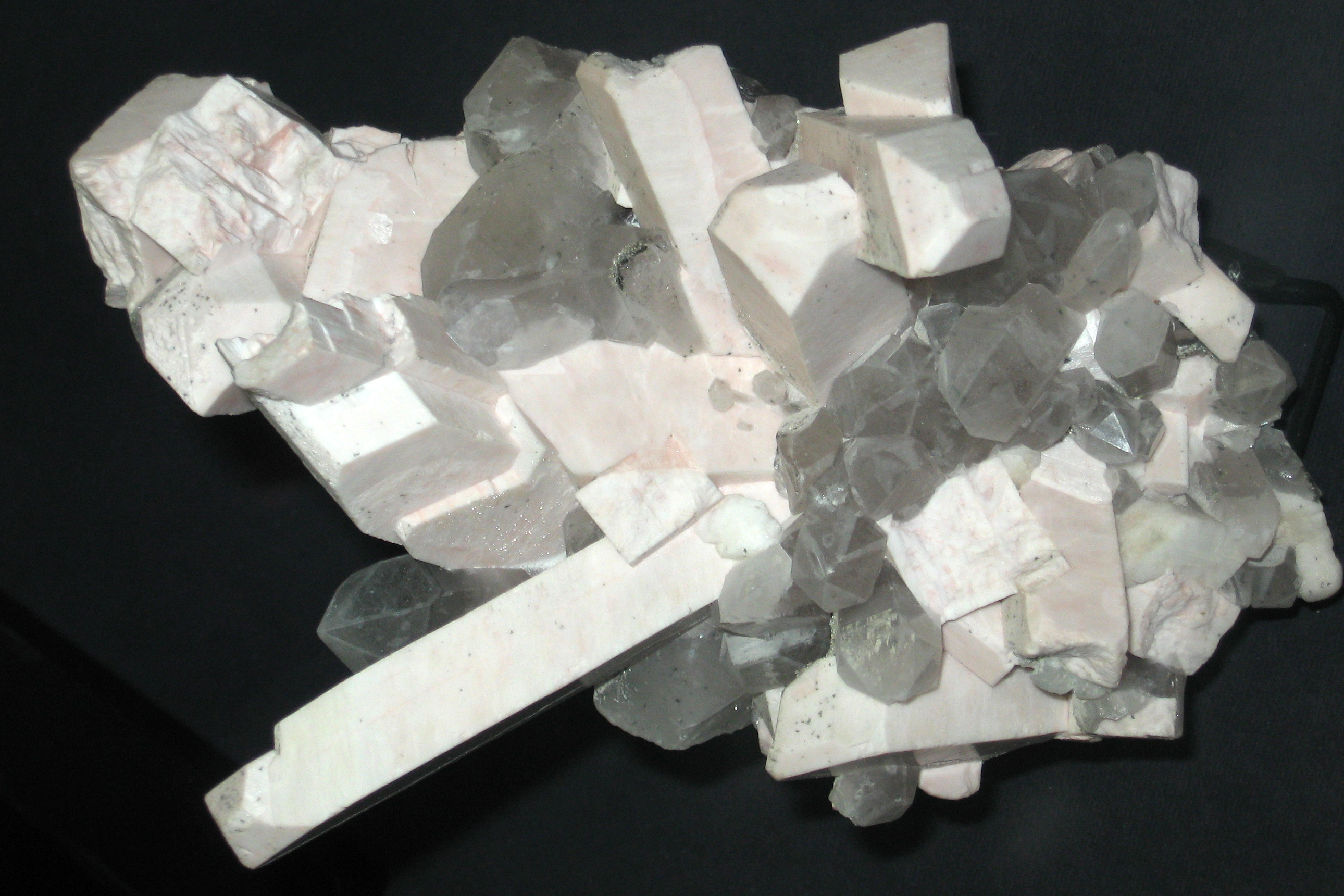
El mineral Ortoclasa es un ejemplo de cristales monoclínicos.

En cristalografía, una red monoclínica es uno de los 7 sistemas cristalinos. Consta de un eje binario, un plano perpendicular a este y un centro de inversión. La denotación de la red monoclínica es 2/m. Un sistema cristalino queda descrito por 3 vectores. En el sistema monoclínico, el cristal se describe mediante vectores de distinta longitud, al igual que en el sistema ortorrómbico. Estos forman un prisma rectangular con un paralelogramo en su base. Por tanto dos vectores son perpendiculares, mientras que el tercero forma un ángulo distinto a 90° con los otros dos.

Monoclínico simple
Monoclínico centrado